# Gatja Helgart Rothe
Gatja Helgart Rothe, meist G. H. Rothe, (* 1935 in Beuthen, Provinz Oberschlesien als Helgart Ute Riedel; † 2007 in Genf) war eine deutsche Künstlerin.

## Leben
Der Vater, Harry A. Riedel, war Goldschmiedemeister und Künstlergoldschmied. Nach der Flucht der Mutter mit fünf Kindern fand sich die Familie in Rheda-Wiedenbrück in Ostwestfalen wieder, wo sich der Vater 1946 als Goldschmied und Juwelier niederließ. Nach dem Schulabschluss 1953 absolvierte Rothe eine Goldschmiedelehre im Atelier des Vaters in Gütersloh und Bielefeld. Nach dem Abschluss der Ausbildung studierte sie ab 1956 Malerei an der Hochschule für Gestaltung in Pforzheim, die damals noch Kunst- und Werkschule hieß, bei Curt Rothe, dessen Frau sie 1958 wurde.
Sie arbeitete nach dem Studium als Malerin im Pforzheimer Stadtteil Würm und erhielt 1968 nach einer Ausstellung in Karlsruhe den Villa-Romana-Preis. Er ist verbunden mit einem Stipendium und Studium in der Villa Romana in Florenz. Zahlreiche Reisen folgten, bis sie sich 1972 in New York und später in Carmel-by-the-Sea niederließ. 1988 und 1992 wurde sie nominiert, die Vereinigten Staaten als Künstlerin bei den Olympischen Spielen in Seoul und Barcelona zu vertreten.
In New York fand sie auch ihr Arbeitsmedium der Mezzotinto-Grafik, einer Technik aus dem 17. Jahrhundert, die sie zur ästhetischen Perfektion und Farbigkeit entwickelte. Seit 1999 lebte die Künstlerin wieder in Europa. Ihr gesamtes Werk der Malerei, des Abstrakten Œuvres und der Mezzotintos befindet sich in einer großen Sammlung in der Galerie ihres Bruders in Ratingen.

## Werk
Rothe arbeitet überwiegend mit der Mezzotinto-Technik. Es gibt bei ihr nur eine Druckplatte, auf die die Farben gleichzeitig aufgebracht werden. Rothes Können ist das Geflecht der transparenten Formen, die durch das wechselseitige Grundieren und Gravieren in mehreren Ebenen erreicht wird und ihrer Kunst die unverkennbare Durchsichtigkeit und Dimensionen gibt. Die Farben sind Ölfarben, die alle gleichzeitig auf eine Platte in stundenlanger Arbeit mit dem Handballen eingearbeitet werden. Die Impression geschieht auf vorher gewässertem Büttenpapier „Arches 88“.
Die Themen beinhalten das gesamte Spektrum des Lebens und der Natur mit den ästhetischen Höhepunkten Tanz, Pferde, Landschaft, Rosen als Symbole für Empfinden, Gefühle, Realität, Träume, Philosophie und Evolution.
Rothes Werke befinden sich heute in öffentlichen Sammlungen wie der Kunsthalle Düsseldorf, der Staatsgalerie Stuttgart und der Staatlichen Kunsthalle Karlsruhe und der Französischen Nationalbibliothek.

## Ausstellungen (Auswahl)
- 1966: Künstlerhaus Karlsruhe
- 1968: Villa Romana-Preis Florenz
- 1969: Kunstverein Gütersloh
- 1969: Landesmuseum Münster
- 1975: Abbott Galleries McLean, Chicago
- 1975/77/79/81: Gallery Yolanda Chicago
- 1977: Studio 53 New York
- 1978: Edward Weston Gallery New York
- 1982: Hanson Gallery New York
- 1983: Hammer Galleries New York
- 1984/85: Mezzotint Inc. San Francisco
- 1986: Altes Rathaus Wiedenbrück
- 1993: Bruno Goller Haus Gummersbach
- 1994: Marstall Schloß Neuhaus Paderborn
- 1998: Kurfürstliche Burg Eltville am Rhein
- 1999: Haus Vorst in Leichlingen
- 2001: Orangerie Schloß Rheda in Rheda-Wiedenbrück
- 2002: Kurfürstliche Burg in Eltville am Rhein
- 2003: Artexpo NEW YORK
- 2006: Emirates Towers Dubai